# Гаєнка
Гаєнка — колишнє село Горохівського району Волинської області. Розташоване по регіональній дорозі С030201 між селами Вільхівка та Сенкевичівка.
Перша писемна згадка — 1887 рік.